# Oreina speciosissima
Oreina speciosissima es una especie de insecto coleóptero de la familia Chrysomelidae.
Fue descrita científicamente en 1763 por Scopoli.